# Усик Яків Олександрович
Яків Олександрович Усик (1872–1961)—український різьбяр-скульптор, живописець, іконописець родом з с. Мар'янського на Миргородщині; різьбив орнаментальні рельєфи, серед ін. портрети Т. Шевченка, І. Франка, Панаса Мирного, О. Вересая, а також тематичні композиції.

## Життєпис
Народився 28.01. (09.02.) 1872 року у с. Мар’янське Миргородського повіту Полтавської губернії, нині Великобагачанського району Полтавської області і походить з роду колишніх кріпаків місцевих дідичів Лук’яновичів.
Навчався у церковно-приходській школі с. Устивиці (1881-1885 рр.)
У 1887-1891 роках учився у відомого живописця та іконописця Дмитра Рудича в містечку Хомутець, а потім малярував у підрядчика Худоминського у Миргороді.
Після свого навчання у Хомутці, та короткочасного перебування у Миргороді, виїхав на Катеринославський вагонобудівний завод, де перебував у 1894-1900рр.
У 1900 році відправився у сибірське місто Красноярськ на заробітки. Працював на залізничних майстернях – проводив художні курси для робітників, малював декорації для робітничого театру, грав у місцевому оркестрі.
Там, на батьківщині художника В.І.Сурикова, Яків Усик познайомився спершу з братом живописця, а потім, коли проїздив через Москву – то вже і з самим майстром.
З 9 по 27 грудня 1905 року у Красноярську відбувались заворушення (т.зв. «Красноярська республіка»), у яких велику роль грали залізничники. Яків Усик виявися втягнутим у ці події і був заарештований. Відбув під вартою 4 місяці. У 1907 році етапований у Миргород під нагляд поліції.
Під час свого другого Миргородського періоду він виконував малярні й альфрейні роботи у місцевому повітовому земстві.
У цей же час, у приміщенні Художньо-промислового коледжу та курорту різьбяр виконав складне внутрішнє художнє оформлення. Згадані роботи не збереглися.
Від 1907 і до 1918 виконував малярні і альфрейні роботи у Миколаєві й Києві, а з 1918 і до останніх днів свого життя знову жив у Миргороді, працюючи у керамічному технікумі (1920-1933) і на курорті (1933-1941). Саме у цей час він став членом Асоціації художників червоної України (1928-1930).
У Миргородському художньо-промисловому інституті й художньо-керамічному технікумі наполегливо самовдосконалюється. У цей час він познайомився з багатьма цікавими людьми: з відомим скульптором Ф.П.Балавенським; з класиком живопису і графіки Ф.С.Красицьким, від якого навчився робити точні портрети; з С.А.Паковським, О.М.Білоскурським та великим В.Г.Кричевським. Вони допомогли становленню його таланту.
Особливо велике значення для нього мало знайомство з ілюстратором «Кобзаря» О.Г.Сластьоном. Разом вони ходили на натуру, малювали природу, околиці міста, а також декорації для місцевого театру, що містився в Народному домі.
У 1920 році Яків Усик активно допомагав О.Г.Сластьону у справі заснування місцевого музею. Було створено комісію для збору експонатів, до складу якої увійшли Опанас Сластьон, Йосип Білоскурський, Яків Усик, Михайло Соколовський, Павло Баль, до яких потім ще приєднались ряд осіб. Разом, у пошуках старожитностей, вони об’їздили весь Миргородський повіт.
Першим директором установи став активний учасник формування бойових підрозділів УНР В.Д.Омельченко, про якого Яків Усик відгукувався з великою пошаною: «Щодо організації музею скажу, що допомагав завідувач музею В.Д.Омельченко, який був запальним і гарячим любителем музейної справи».
Під час німецької окупації 1941-1943 років митець продовжував займатися творчістю – виконав барельєфи Тараса Шевченка, кобзаря Михайла Кравченка, Миколи Гоголя.
У 1948 році, за роботи «Гоголь слухає лірника» та «Кобзар Тарас Шевченко» був нагороджений почесною грамотою комітету у справах мистецтва при РМ СРСР. 1950 року – за виконані барельєфи – почесною грамотою міністерства культури СРСР.
1951 року, за результатами виставки був нагороджений орденом «Знак Пошани».
У 1954-1956 рр. був позаштатним працівником Курорту Миргород.
Помер Яків Усик 06.02.1961 року і був похований на Всіхсвятському кладовищі Миргорода. На могилі майстра було встановлено залізобетонний надгробок.

## Родинні зв’язки митця
Його дружиною була Усик Ірина Сергіївна, від якої вони мали двох доньок: Людмилу Яківну (13.07.1899 – 06.07.1974) та Лідію Яківну (09.11.1909 – 22.11.1994).
Людмила Яківна проживала на вулиці Жовтневій 6, кв. 4 (сучасна вул. Сорочинська) і була одружена з Косигловичем Валер’яном Адамовичем (1890-1961). 
Лідія Яківна народилась у Миргороді, її чоловіком був Мірошніченко Федір Йосипович, у них був син Мірошніченко Валентин Федорович (15.05.1932 – 28.12.2005). Відтоді їх рід припинився. Їх останнім місцем проживання була вул. Панаса Мирного 22.
Обидві дочки майстра навчалися у миргородській жіночій гімназії Наталії Андріївни Грановської (1915). Саме з цього навчального закладу бере свої початки історія Миргородської ЗОШ № 1 імені Панаса Мирного.
На сьогодні у Миргороді проживають родичі Якова Усика, які зберігають фотографії та роботи Якова Усика, зокрема: портрети Меланії Петрівни Усик (жінка його племінника) та її дітей - Миколи та Галини Усиків, які переїхали з Мар’янського до Миргорода, до свого дядька Якова Усика, вже після Другої світової війни.

## Творчість майстра

### Творчість
Початок свого зацікавлення різьбярством майстер пов'язує з кін. 80-х років ХІХ ст.: «Якось, працюючи з малярами, я побував у будинку декабристів Муравйових. Тут я вперше побачив чудове різьблення, яким був оздоблений будинок, а також чимало скульптур з дерева. Вони справили на мене враження, що я вже не тільки прагнув малювати, а й став вирізьблювати з дерева деякі речі.» Систематично почав займатися різьбярством з 1938 року.
Початок різьбленню по дереву у Миргороді було покладено завдяки діяльності відомого художника Опанаса Сластьона, а розквіт цього мистецтва пов’язують з початком творчості Якова Усика. Митець створив свою майстерню, яку відвідувало багато учнів, найвідомішим серед яких став Кваша Василь Семенович.
Роботи Якова Усика, на думку заслуженого діяча мистецтв України, кандидата мистецтвознавства, доцента В.А.Щербака, є найцікавішими з рельєфних творів по дереву на Шевченківську тематику.
У середині ХХ ст. Яків Олександрович Усик писав ікони для миргородської Всіхсвятської церкви. Храм було зруйновано вже після смерті майстра – у 1962 році.

### Перелік творів Якова Усика за тематикою

#### Комуністичний режим та його діячі – 18 робіт

##### Комуністичний режим – 9 робіт
Володарем світу буде праця. Інкрустація по дереву (кін. 1920-х)
Орден «Перемога». Різьблення (1946)
Могутня Країна Рад. Різьблення (1947)
Чотири рази орденопосний комсомол. Різьблення (1949)
«Слава праці» з портретом героя соцпраці К.М.Соломахи. Різьблення (1950)
За щастя народу. Різьблення (1951)
Чотири рази орденопосний комсомол. Авторське відтворення однойменного твору. Різьблення (1954)
Колгоспна свинарка. Різьблення (1955)
Скринька. 40-річчя Жовтневої революції. Різьблення (1957)

##### Діячі комуністичного руху - 9
Портрет В.І.Леніна. Різьблення (недатований)
Портрет О.М.Горького (1946)
Й.В.Сталін з бійцем-комсомольцем. Різьблення (1946)
Портрет Й.В.Сталіна (1947)
Портрет І.В.Мічуріна (1949)
Портрет С.М.Будьонного (1950)
Таріль з портретним зображенням М.О.Островського (1950)
Таріль із портретним зображенням Й.В.Сталіна (1950)
Портрет Й.В. Сталіна. Різьблення (1951)

#### Українські діячі – 22 роботи

##### Т.Г.Шевченко – 9 робіт
Портрет Т.Г.Шевченка. Полотно, олія (1916)
Тарас Шевченко відпочиває під дубом (1930-ті)
Дуб у селі Мар’янському (1930-ті)
Арешт Тараса Шевченка (1930-ті)
Портрет Т.Г.Шевченка. Різьблення (1942)
Портрет Т.Г.Шевченка (1943)
Т.Г.Шевченко в с.Мар’янському (1952)
Т.Г.Шевченко слухає кобзаря Вересая (1956)

##### М.В.Гоголь – 6 робіт
Портрет М.В.Гоголя (1941)
Портрет М.В.Гоголя (1942-1943)
М.В.Гоголь слухає лірника (1947)
Портрет М.В.Гоголя (1952)
ІІортрет М.В.Гоголя (1954)
Таріль із портретним зображенням М.В.Гоголя (1955)

##### Інших діячів – 7 робіт
Портрет П.М.Матюшенка. Різьблення (1948)
Портрет Д.Гурамішвілі (1949)
Портрет І.П.Котляревського (1950)
Автопортрет (1951)
Портрет Панаса Мирного (1951)
Портрет В.Г.Короленка (1952)
Портрет І.Я.Франка (1956)

#### Види й пам’ятки старого Миргорода – 9 робіт
Краєвид з річкою. Фанера, олія (1924)
Миргород у 1828 році. Полотно, олія (недатований)
Миргород в 1828 році. Авторське повторення однойменної картини, Фанера, олія (1948)
Олійниця. Живопис (1929)
Санаторій уночі (1929)
Лікарня у Миргороді у 1845 році. Фанера, олія (1936)
Школа у Миргороді. Полотно, олія (1940)
Миргородський санаторій, підпалений німцями (1943)
Перше джерело Миргородської мінеральної води. Фанера, олія (1944)

#### Козацтво – 3 роботи
Переяславська рада. Різьблення (1952)
Богдан Хмельницький зустрічає російських послів. Різьблення (1954)
Пам’ятник Богдану Хмельницькому у Києві. Різьблення (1954)

#### Натюрморти – 2 роботи
Натюрморт. Фанера, олія (1937)
Лимони на підносі, Картон, олія (1947)

#### Інші
Портрет О.С.Пушкіна. Різьблення (1953)